# 우라야스역 (지바현)
우라야스역(일본어: 浦安駅, うらやすえき)은 일본 지바현 우라야스시에 있는 역이다.

## 타는 곳

### 도자이 선
상대식 승강장 2면 2선
| 1 | ○ 도자이 선 | 니시후나바시・츠다누마・도요 가쓰타다이 방면        |
| 2 | ○ 도자이선  | 도요초・오테마치・다카다노바바・나카노・미타카 방면 |

## 역세권 정보
- 우라야스 시청
- 우라야스 어시장(浦安魚市場)
- 에도강
- 동일본 여객철도(JR동일본) 게이요선 신우라야스역 - 약 4km 떨어져 있음.

## 역사
- 1969년 3월 29일 - 영업 개시.
- 1975년 6월 - 고속열차 정차.

## 인접 역
| 도쿄 메트로 5호선      | 도쿄 메트로 5호선 | 도쿄 메트로 5호선                     |
| ---------------------- | ----------------- | ------------------------------------- |
| T14 도요초 나카노 방면 | 쾌속              | T23 니시후나바시 도요 가쓰타다이 방면 |
| T17 가사이 나카노 방면 | 통근쾌속          | T23 니시후나바시 도요 가쓰타다이 방면 |
| T17 가사이 나카노 방면 | 각역정차          | T19 미나미교토쿠 니시후나바시 방면    |